# Clos-Fontaine
Clos-Fontaine település Franciaországban, Seine-et-Marne megyében. Lakosainak száma 235 fő (2022. január 1.). Clos-Fontaine Quiers, La Croix-en-Brie, Gastins és Grandpuits-Bailly-Carrois községekkel határos.

## Népesség
A település népességének változása:
| Lakosok száma | 270  | 272  | 274  | 263  | 255  | 248  | 244  | 239  | 235  |
|               | 2013 | 2015 | 2016 | 2017 | 2018 | 2019 | 2020 | 2021 | 2022 |